# Christian Bekamenga
Christian Bekamenga Bekamenga Aymard (ur. 9 maja 1986 w Jaunde) – kameruński piłkarz występujący na pozycji napastnika w boliwijskim klubie Real Potosí. Wystąpił na igrzyskach olimpijskich w Pekinie jako reprezentant Kamerunu.

## Kariera
Po występach w Malezji i Indonezji, w styczniu 2008 został sprowadzony przez ówczesny klub Ligue 2 – FC Nantes. Z powodu komplikacji z przyznaniem mu prawa do pracy i poważną kontuzją kolana, napastnik dołączył do zespołu Kanarków w czerwcu tego samego roku, już po awansie Nantes do francuskiej ekstraklasy. W międzyczasie został powołany na igrzyska w Pekinie, gdzie wystąpił w trzech spotkaniach reprezentacji Kamerunu. Wcześniej znajdował się we wstępnej kadrze na Puchar Narodów Afryki 2008, jednak ostatecznie nie pojechał na turniej. W kolejnym sezonie był podstawowym zawodnikiem Nantes, zdobywając 5 goli, w tym dwa decydujące o zwycięstwach z AS Saint-Étienne i Grenoble Foot 38, nie zapobiegając jednak spadkowi do Ligue 2. W dwóch kolejnych sezonach na zapleczu ekstraklasy łącznie strzelił 9 bramek, a zimą 2011 wypożyczono go do greckiej Skody Ksanti.
W czerwcu 2012 po odejściu z US Orléans był testowany przez zespół polskiej ekstraklasy, Jagiellonię Białystok.